# Бай Сяньюн (писатель)
Бай Сяньюн, Бай Сянь-юн (англ. Kenneth Hsien-yung Pai, кит. 白先勇, пиньинь Bái Xiānyǒng, род. 11 июля 1937 года, Гуйлинь, Китайская Республика) — тайваньский писатель, автор многочисленных рассказов, повестей, эссе и романа «Нецзы» (кит. 孽子, пиньинь Nièzǐ, палл. Нецзы, англ. Crystal Boys), драматург, театральный продюсер, издатель, просветитель. Его произведения переведены на более чем 10 языков. Сборник рассказов «Тайбэйцы» (кит. трад. 臺北人, пиньинь Táiběirén, палл. Тайбэйжэнь) вошёл в число 100 лучших произведений китайской литературы XX века (по версии гонконгского журнала «Ячжоу Чжоукань» («Asia Weekly», 1999 г.).
Бай Сяньюн окончил факультет иностранных языков и литератур Государственного тайваньского университета. Во время учёбы в 1960 году месте с однокурсниками основал журнал Современная литература, сыгравший важную роль в литературном процессе и рецепции на китайском языке европейского, американского, японского модернизма и школы Новой критики. Помимо писательской деятельности, начиная с 1980-х годов активно занимается сохранением и развитием исполнительских традиций театра куньцюй. Принимал участие в борьбе с эпидемией СПИДа.

## Биография
Родился в Гуйлине в семье Бай Чунси, генерала армии Китайской Республики и первого министра обороны. Его мать звали Ма Пэйчжан. Бай Сяньюн стал восьмым ребёнком, у него девять братьев и сестер. Гонконгская радиоведущая Памела Пек (Бай Юнь-цинь) приходится ему двоюродной сестрой.
Когда Бай Сяньюну было 7 лет, врач диагностировал у него туберкулёз, мальчик не мог ходить в школу, поэтому большую часть своего детства он провёл в одиночестве, находясь на домашнем лечении в Гуйлине. Когда разразилась Японо-китайская война, он и его семья отправились в Чунцин, а после капитуляции Японии в 1946 году переехали сначала в Шанхай, а затем в Нанкин, где Бай учился в Наньянской образцовой начальной школе. В 1948 году семья переехала в Британский Гонконг, и Бай перешёл в начальную школу Коулун Тонг (Kowloon Tong School), а затем в католическую школу для мальчиков «Колледж Ла Салля» (La Salle College). Вскоре после поражения Гоминьдана в гражданской войне между Гоминьданом и Коммунистической партией он перебрался на Тайвань в 1952 году.
После окончания средней школы Цзяньго в 1956 году, мечтая участвовать в строительстве плотины Трёх ущелий, он поступил на факультет гидротехники Тайваньского провинциального университета Чэнгун (ныне Государственный университет Чэнгун) по своему выбору. Спустя год он понял, что инженерное дело не его призвание, и перевёлся в Тайбэй на факультет иностранных языков и литературы Тайваньского национального университета, где приступил к изучению зарубежной литературы, главным образом на английском языке.
В 1958 году, учась на третьем курсе, он опубликовал в Литературном журнале свой первый рассказ Госпожа Цзинь.
В 1962 году умерла мать Бай Сяньюна. Согласно его автобиографической статье «Оглядываясь на минувшее» (驀然回首), «после того, как моя мать была похоронена, я ходил к могиле в течение сорока дней согласно исламскому обряду. На сорок первый день я поехал за границу, отправившись в Соединенные Штаты». После смерти матери Бай Сяньюн отправился в университет штата Айова, где поступил в мастерскую писателей, изучая литературоведение и творчество зарубежных писателей. Прощание с отцом перед отъездом стало их последней встречей.
После смерти матери он написал, что «мать всегда была опорой семьи Бай. Она внезапно скончалась, и всем в семье казалось, что всё разлетелось на куски, а дом разрушен до основания. В день похорон я почувствовал, что было похоронено не тело моей матери, а часть моей жизни. Поэтому, когда я впервые приехал в Соединённые Штаты, я не мог писать. Перед рождественскими каникулами в Чикаго в том же году у меня в сердце накопилось так много чувств, что я начал писать рассказ „Смерть в Чикаго“ (кит. 芝加哥之死, палл. Чжицзягэчжисы), который был опубликован в 1964 году». Критики посчитали этот рассказ переломным в творчестве молодого писателя. Профессор Ся Чжицин утверждал, что этот текст «демонстрирует удивительный стилистический прогресс после двух лет сосредоточенного изучения западной новеллистики», а также хвалил Бая за «использование символических приемов и расширение темы судьбы». «Это означает, что Бай Сяньюн вышел на новый уровень, достигнув зрелости», — заключил Ся Чжицин.
В 1965 году, получив степень магистра изящных искусств, он поступил в Калифорнийский университет в Санта-Барбаре, где стал профессором китайского языка и литературы, и с тех пор поселился там. Он начал заниматься цигун 1993 году для лечения головокружения. В 1994 году вышел на пенсию. В 1997 году в библиотеке Калифорнийского университета в Санта-Барбаре был создан архив рукописей и переводов его произведений.
С 2012 по 2020 годы Бай совместно с тайваньским историком Ляо Яньбо издал мемуарную трилогию, посвящённую судьбе своего отца генерала Бай Чунси. В 2012 году вышел комментированный сборник фотографий «Отец и Республика» (父親與民國), в 2014 году — «Исцелить раны: генерал Бай Чунси и Инцидент 28 февраля» (止痛療傷：白崇禧將軍與二二八), а в 2020 году издан фундаментальный труд «Превратности судьбы: Бай Чунси и Чан Кайши» (悲歡離合四十年：白崇禧與蔣介石). В трилогию вошли не только воспоминания самого Бай Сяньюна, но и разнообразные исторические свидетельства: переписка, телеграммы, дневники. Первые две части трилогии были опубликованы в материковом Китае и вызвали горячие дискуссии среди историков, однако публикация третьей части в КНР так и не состоялась.
В 2004 году в материковом Китае в издательстве Гуансийского педагогического университета (англ. Guangxi Normal University Press) был опубликован сборник «Юность, воспоминания — избранные Бай Сяньюном произведения», а также новая работа «Пионовая беседка утопает в красочной роскоши цветов».
В сентябре 2008 года тайваньско-японская компания Trend Micro пожертвовала миллион долларов США на организацию цикла лекций «Литература Бай Сяньюна» в Государственном тайваньском университете, для чтения которых были приглашены всемирно известные литературоведы.
17 декабря 2015 года президент Китайской Республики Ма Инцзю вручил Бай Сяньюну Орден Бриллиантовой звезды .
С августа 2017 года он является профессором Китайского университета Гонконга.
В 2021 году он стал лауреатом 25-й Тайбэйской культурной премии.

## Культурно-просветительская деятельность
Бай Сяньюн с детства полюбил театр куньцюй, особенно пьесу «Пионовую беседку», и в зрелом возрасте не жалел усилий, чтобы сохранить традиции исполнения куньцюй в Китае. Когда Бай Сяньюн был ребёнком, он и его семья в послевоенные годы в Шанхае слушали первое выступление Мэй Ланьфана, после его возвращения на сцену. В репертуаре памятного писателю вечера была также ария «Прогулка по саду, пробуждение о грез». Многие годы Бай занимался продвижением куньцюй, называя себя «волонтером куньцюй». В 2004 году тайваньский писатель адаптировал «Пионовую беседку», надеясь привлечь молодого зрителя. Под его руководством театр куньцюй провинции Сучжоу поставил молодёжную версию «Пионовой беседки», состоящую из 29 актов (вместо первоначальных 55 актов). К середине 2021 года эта пьеса исполнялась почти 400 раз по всему миру. Благодаря его усилиям произошло возрождение куньцюй.
- Молодёжная версия «Пионовой беседки» («Youth Edition Peony Pavilion») — мировая премьера состоялась 29 апреля 2004 года, в записи эту постановку транслировал тайваньский телеканал PTS, наряду с трансляцией, включая гастрольные туры, состоялось более 390 представлений, охватывающих Великобританию, США, Грецию и многие другие страны по всему миру[15].
- «Новая версия „Нефритовой шпильки“» (мировая премьера 8 ноября 2008 года)
- «Театр куньцюй на кампусе, выступление 2009 года, поездка на Тайвань» («Западная палата», «Лан Кэ Шань», «Дворец вечной жизни», новая версия «Истории о нефритовой шпильке», премьера которой состоялась на Тайване в 2009 году и выпущена на DVD в том же 2009.
- 22 ноября 2017 года на сцене Государственного концертного зала имени Арнольда Каца Новосибирской государственной филармонии был сыгран спектакль «Пионовая беседка». Бай Сяньюн был указан в афише как художественный руководитель Театра оперы куньцюй[16].
- "Классические аудиовизуальные лекции по новой эстетике театра куньцюй: на примере «Молодёжной версии Пионовой беседки» и «Новой версии Нефритовой шпильки» (2019)[17].

## Вероисповедание
Семья Бай принадлежит к этнической группе хуэй, которая исповедует ислам, но глава семьи Бай Чунси не всегда соглашался со строгими догматами религии, и Бай Сяньюн порвал с исламом. Хотя семейство Бай имеет мусульманское происхождение, но Бай Сяньюн в разное время симпатизировал различным религиям, включая ислам, католицизм, затем стал приверженцем буддистского учения.

## Сексуальная ориентация
В 2001 году Бай, находясь в Гонконге, публично заявил о своей гомосексуальности. Произведение Бай Сяньюна «Даже деревья чахнут…» (кит. 樹猶如此, пиньинь Shùyóurúcǐ, палл. Шуюжуцы) посвящено его возлюбленному Ван Госяну.
В романе Бай Сяньюна «Нецзы» (1983), помимо братских чувств, описана жизнь гей-сообщества в Тайбэе. Главного героя романа, молодого человека по имени Ли Цин, выгнал из дома отец из-за его гомосексуальности. «Нецзы» рассказывает историю сообщества геев, собиравшихся в Новом парке в центре Тайбэя. В 1970-е годы их существование игнорировалось обществом. Одной из главных тем романа является тема взаимоотношений отцов и детей. По мотивам романа в 1986 году был снят художественный фильм. В 2003 году тайваньский телеканал PTS «Служба общественного телевидения» снял 20 эпизодов, и сериал получил премию «Золотой колокол» — тайваньский аналог премии «Эмми» — как лучший телефильм года.

## Произведения
В период 1958—2015 годов Бай Сяньюном были опубликованы многочисленные рассказы, некоторые из них были включены в сборники «Повесть о земной судьбе небожителей», «Одинокие семнадцать лет», «Тайбэйцы» и «Ньюйоркцы» (кит. трад. 紐約客, упр. 纽约客, пиньинь Niǔyuēkè). Кроме того, в 1977 году в выпусках восстановленного издания журнала «Современная литература» по главам публиковался роман «Грешники» (кит. 孽子, пиньинь Nièzǐ, палл. Нецзы, англ. Crystal Boys), который затем был опубликован целиком на Тайване в 1983 году.
| Название рассказа                                   | Год публикации | Где опубликован                                     | Сборники рассказов                                               |
| Госпожа Цзинь (金大奶奶)                            | 1958           | «Литературный журнал», выпуск 1 《文學雜誌》五卷1期 | «Одинокие семнадцать лет»                                        |
| Пойдем любоваться хризантемами (我們看菊花去)       | 1959           | 《文學雜誌》五卷5期                                 | «Повесть о земной судьбе небожителей», «Одинокие семнадцать лет» |
| Глухой гром (悶雷)                                  | 1959           | 《筆匯》革新號一卷6期                               | «Одинокие семнадцать лет»                                        |
| Тетушка Юйцин (玉卿嫂)                              | 1960           | 《現代文學》第1期                                   | «Повесть о земной судьбе небожителей», «Одинокие семнадцать лет» |
| 《月夢》                                            | 1960           | 《現代文學》第1期                                   | «Одинокие семнадцать лет»                                        |
| 《黑虹》                                            | 1960           | 《現代文學》第2期                                   | «Одинокие семнадцать лет»                                        |
| 《小陽春》                                          | 1961           | 《現代文學》第6期                                   | «Одинокие семнадцать лет»                                        |
| 《青春》                                            | 1961           | 《現代文學》第7期                                   | «Одинокие семнадцать лет»                                        |
| 《藏在褲袋裡的手》                                  | 1961           | 《現代文學》第8期                                   | «Одинокие семнадцать лет»                                        |
| Одинокие семнадцать лет (寂寞的十七歲)              | 1961           | 《現代文學》第11期                                  | «Повесть о земной судьбе небожителей», «Одинокие семнадцать лет» |
| 《那晚的月光》/《畢業》                             | 1962           | 《現代文學》第12期                                  | «Повесть о земной судьбе небожителей», «Одинокие семнадцать лет» |
| Смерть в Чикаго (芝加哥之死)                        | 1964           | 《現代文學》第19期                                  | «Одинокие семнадцать лет»                                        |
| На небоскреб (上摩天樓去)                           | 1964           | 《現代文學》第20期                                  | «Повесть о земной судьбе небожителей», «Одинокие семнадцать лет» |
| Гонконг — 1960 (香港——一九六〇)                     | 1964           | 《現代文學》第21期                                  | «Повесть о земной судьбе небожителей», «Одинокие семнадцать лет» |
| 《安樂鄉的一日》                                    | 1964           | 《現代文學》第22期                                  | «Повесть о земной судьбе небожителей», «Одинокие семнадцать лет» |
| 《火島之行》                                        | 1965           | 《現代文學》第23期                                  | «Повесть о земной судьбе небожителей», «Одинокие семнадцать лет» |
| Вечная Инь Сюэянь (永遠的尹雪豔)                    | 1965           | 《現代文學》第24期                                  | «Повесть о земной судьбе небожителей», «Тайбэйцы»                |
| Повесть о земной судьбе небожительницы (謫仙記)     | 1965           | 《現代文學》第25期                                  | «Повесть о земной судьбе небожителей», «Ньюйоркцы»               |
| «Молодо-зелено» (一把青)                            | 1966           | 《現代文學》第29期                                  | «Тайбэйцы»                                                       |
| «Прогулка по саду, пробуждение от грез» (遊園驚夢)  | 1966           | 《現代文學》第30期                                  | «Тайбэйцы»                                                       |
| В канун Нового года (歲除)                          | 1967           | 《現代文學》第32期                                  | «Тайбэйцы»                                                       |
| «Песнь о горе Лянфу» (梁父吟)                       | 1967           | 《現代文學》第33期                                  | «Тайбэйцы»                                                       |
| Прощальный вечер Цзинь-тайпань (金大班的最後一夜)   | 1968           | 《現代文學》第34期                                  | «Тайбэйцы»                                                       |
| Кроваво-красные азалии (那片血一般紅的杜鵑花)       | 1969           | 《現代文學》第36期                                  | «Тайбэйцы»                                                       |
| Жалоба низвергнутой небожительницы (謫仙怨)         | 1969           | 《現代文學》第37期                                  | «Ньюйоркцы»                                                      |
| Ода о былом (思舊賦)                                | 1969           | 《現代文學》第37期                                  | «Тайбэйцы»                                                       |
| Небо в ярко сверкающих звездах (滿天裡亮晶晶的星星) | 1969           | 《現代文學》第38期                                  | «Тайбэйцы»                                                       |
| Сиротливый цветок любви (孤戀花)                    | 1970           | 《現代文學》第40期                                  | «Тайбэйцы»                                                       |
| Зимний вечер (冬夜)                                 | 1970           | 《現代文學》第41期                                  | «Тайбэйцы»                                                       |
| Славная лапшичная у Цветочного моста (花橋榮記)     | 1970           | 《現代文學》第42期                                  | «Тайбэйцы»                                                       |
| Государственные похороны (國葬)                     | 1971           | 《現代文學》第43期                                  | «Тайбэйцы»                                                       |
| Осенние думы (秋思)                                 | 1971           | 《中國時報》                                        | «Тайбэйцы»                                                       |
| Нецзы (роман)                                       | 1977           | 《現代文學》復刊號第1期連載                         | «Грешники»                                                       |
| Ноктюрн (夜曲)                                      | 1979           | 《中國時報》「人間」副刊                            | «Ньюйоркцы»                                                      |
| 《骨灰》                                            | 1986           | 《聯合文學》第26期                                  | «Ньюйоркцы»                                                      |
| «Дэнни Бой» («Danny Boy»)                           | 2001           | 《中外文學》第30期第7卷                             | «Ньюйоркцы»                                                      |
| «Чай для двоих» («Tea for Two»)                     | 2003           | 《聯合報》副刊                                      | «Ньюйоркцы»                                                      |
| «Тихая ночь» («Silent Night»)                       | 2015           | 《聯合報》副刊                                      | «Ньюйоркцы»（в переиздании 2017 года)                            |

## История публикации первых произведений
- В 1967 году тайбэйский книжный магазин Вэньсин опубликовал рассказы под общим названием «Земная судьба небожительницы».
- В августе 1968 года издательство «Кактус» (仙人掌出版社) опубликовало сборник рассказов «Прогулка по саду, пробуждение от грез».
- С 1971 года стали появляться переводы на английский язык (первым из них была «Земная судьба небожительницы»), а его произведения последовательно переводили на английский, корейский, немецкий и другие языки.
- В 1971 году издательство «Чэньчжун» (晨鐘出版社) опубликовало сборник рассказов «Тайбэйцы».
- В 1976 году издательство «Юаньцзин» (遠景出版社) опубликовало сборник рассказов «Одинокие семнадцать лет».
- В 1978 году вышел сборник эссе «Внезапно оглядываясь назад».
- В 1980 году была опубликована «Подборка романов Бай Сяньюна».
- В 1982 году была опубликована «Подборка рассказов Бай Сяньюна».
- В 1983 году  издательство «Юаньцзин» (遠景出版社) опубликовало роман «Нецзы».
- В 1984 году вышел сборник эссе и статей «Кафе Астория» в издательстве «Хуангуань» (皇冠出版).
- В 1986 году в Гонконге вышел сборник «Избранные произведения Бай Сяньюна» в издательстве «Хуахань Вэньхуа» (華漢文化公司).
- В 1995 году сборник рассказов «Шестой палец» опубликован издательством «Эръя» (爾雅出版), которое в дальнейшем будет заниматься изданием и переизданием сочинений Бай Сяньюна.
- В 2002 году сборник «Даже деревья чахнут…» опубликован Тайбэйским объединённым литературным издательством.
- В 2002 году вышло 30-летнее коллекционное издание «Тайбэйцы».
- В 2004 году на материке был издан «Пионовая беседка утопает в красочной роскоши цветов».
- 20 июля 2007 года на Тайване был опубликован сборник рассказов «Ньюйоркцы».
- В 2008 году издательством «Тянься» (天下文化出版) опубликовано «Собрание сочинений Бай Сяньюна» в 12 томах, с приложением оперы «Молодежной версии Пионовой беседки - 100 пионов» на DVD.
- В 2008 году «Книги и слова Бай Сяньюна», отредактированный издателем Инь Ди и опубликованный «Эръя» (爾雅出版).
- В 2010 году опубликован «Диалог Бай Сяньюна и Фу Личжуна: От тайбэйцев до ньюйоркцев» (Тайбэй: издательство «Цзюгэ» (九歌出版社), ноябрь 2010 г.)
- В 2012 году вышла историческая монография «Отец и Республика» в двух томах, опубликованный Taiwan Times.
- В 2014 году монография «Исцелить раны: генерал Бай Чунси и Инцидент 28 февраля», опубликовано Taiwan Times.
- В 2015 году вышло собрание интервью и статей, объединенное темой развития театра куньцюй: «Пионовая любовь: Оперное путешествие Бай Сяньюна», опубликовано Taiwan Times.
- В 2019 году книга «Облака и Луна восьми тысяч ли», опубликованная Объединённым литературным издательством Тайбэя.
- В 2021 году в Тайбэе вышло 50-летнее коллекционное издание сборника рассказов «Тайбэйцы»[21].

## Переводы на русский язык
- Бай Сянь-юн Зимний вечер: Рассказ / Перев. с кит. В. И. Андреева — Иностранная литература № 8 (2021) ISBN 0130-6545[1]
- Бай Сянь-юн Тайбэйцы: Рассказы / Перев. с кит. В. И. Андреева —Издательство восточной литературы, 2022 (сентябрь) ISBN 978-5-6044950-7-0[22]

## Экранизации
- Художественные фильмы:
  - Тетушка Юйцин[23] (Jade Love, 1984 )
  - Прощальный вечер Цзинь-тайпань (The Last Night of Madam Chin, 1984 )
  - Нецзы (Outcasts /The Outsiders, 1987 )
  - Последние аристократы (The Last Aristocrats, 1989 )
  - Славная лапшичная у Цветочного моста (My Rice Noodle Shop, 1998 )
  - Одинокий цветок любви (Love's Lone Flower, 2005)
- Телесериалы:
  - Нецзы (Crystal Boys, 2003)
  - Тетушка Юйцин (Madam Yu Ching, 2006 )
  - Прощальный вечер Цзинь-тайпань (JINTAI-PAN: Memoirs Of Madam Jin, 2009 )
  - Молодо-зелено (A Touch of Green, 2015 )
- Театральные постановки
  - Прогулка по саду, пробуждение от грез (1982, Тайбэй)
  - Последний вечер Цзинь-тайпань (2005 - Пекин, 2008 - Тайбэй)
  - Нецзы (2014, 2020, Тайвань - Тайбэй, Тайчжун, Гаосюн)

Режиссёр Энг Ли в 2022 году начал подготовку к экранизации книги «Даже деревья чахнут» (Even Trees Wither).

## Оценка критиков
Профессор Ся Чжицин, литературовед из США, однажды сказал: «Среди современных писателей в Соединенных Штатах самые настойчивые, приверженные собственному художественному прогрессу и желающие оставить несколько произведений, достойных для чтения будущими поколениями: Юй Лихуа и Бай Сяньюн». Он похвалил Бая, назвав его «гением среди современных китайских новеллистов. После Движения Четвёртого мая было только пять или шесть человек, от Лу Синя до Чжан Айлин, которые могут сравниться с ним по художественным достижениям».
По мнению тайваньской писательницы Оуян Цзы, «Бай Сяньюн талантлив и не хочет сдерживаться; он пробовал писать романы в разных стилях и работал с разными темами. Редко ему что-то не удавалось, и почти все написанные им произведения становились очень успешными... У Бай Сяньюна есть много способов рассказать историю. Сюжет рассказа „Пойдем любоваться хризантемами“ (кит. 我們看菊花去, пиньинь Wǒmenkānjúhuāqù) является производным от диалога между персонажами, в рассказе „Сестрица Юцин“ ведётся традиционное повествование от первого лица, рассказ „Одинокие семнадцать лет“ выполнен простым приёмом ретроспективного кадра. … Его характерные диалоги напоминают повседневную речь, очень естественны. В „Сестре Юйцин“ он использует разговорный язык Гуйлинь, Гуанси, что придает роману сильный местный колорит. Его первые несколько рассказов, написанных на Тайване, композиционно были относительно простыми и незамысловатыми».
В отношении утверждения о том, что произведения Бай Сяньюна близки по стилистике к прозе Чжан Айлин, тайваньский писатель Фу Личжун высказывал возражения.

## Портрет
- Бай Сяньюн / Конг Кай Мин (Kong Kai Ming) Архивная копия от 17 сентября 2020 на Wayback Machine Портретная галерея китайских писателей (Библиотека Гонконгского баптистского университета)